# Prosopocera albicollis
Prosopocera albicollis är en skalbaggsart som beskrevs av Stefan von Breuning 1936. Prosopocera albicollis ingår i släktet Prosopocera och familjen långhorningar.
Artens utbredningsområde är Zimbabwe. Inga underarter finns listade i Catalogue of Life.